# تشاو جين
تشاو جين (بالصينية: 赵喜进) هو عالم أحفوريات صيني شهير بسبب إطلاق اسمه على العديد من الديناصورات. وقد كان أستاذاً في معهد بكين لعلم الحفريات وعلم الحفريات القديم.

## المسيرة المهنية
ذهب مع بول سيرينو في رحلة بحث عن الأحفوريات الديناصورية في عام 2005 إلى التبت للبحث في موقع وجده تشاو قبل 27 عامًا. قبل هذا البحث، في عام 2001 كانوا قد شاركوا في عملية مشابهة في صحراء جوبي. وهذا ينطوي على محاجر الصخور التي أدت إلى العثور على 25 هيكلاً عظمياً لأنواع ساينورنيثوميمس دونجي.
في عام 2008، كان تشاو مساهماً في أحافير (زوتشينج) وكان مسؤولًا عن حفر «حفرة طولها 980 قدم». اكتُشف في الموقع أكثر من 7600 أحفورية من خلال أعمال تشاو جين. يُعتقد أن هذا الموقع أكبر موقع في العالم. ويبدو أن غالبية الأحفوريات التي عثر عليها فيه تعود إلى العصر الطباشيري المتأخر.
توفي تشاو جين في عام 2012 عن عمر 77 عامًا.

## قائمة الديناصورات التي سُمِّيت باسمه
- Chaoyangsaurus (1983)
- ( Chinshakiangosaurus (1986)
- داتشونجوصور (1986)
- دامالاسوروس (1986)
- كلاميليسور (1993)
- كونمينغوصور (1986)
- لانكانجيانجوسورس (1986)
- Megacervixosaurus (1983)
- Microdontosaurus (1983)
- Monkonosaurus (1990)
- Monolophosaurus (مع ب. كوري، 1994)
- Ngexisaurus (1983)
- Sangonghesaurus (1983)
- سينرابتور (مع ب. كوري، 1993)
- Oshanosaurus (1986)
- زوانهواسور (1986)

إلى جانب ما سبق، اسم تشاو جين أيضًا أُطلق على عائلة مامنشيسوريدي (مع يونغ تشونج شين، 1972).

## روابط خارجية
- صفحة فريق معرض الديناصور الصيني الأمريكي